# Acceptess-T
Acceptess-T (acronyme signifiant Actions Concrètes Conciliants : Éducation, Prévention, Travail, Équité, Santé et Sport pour les personnes Transgenres) est une association à but non lucratif créée le 26 juin 2010 à l'initiative de Giovanna Rincon et Chris Valley. L'association a pour objectif de proposer, à Paris, une gamme d’activités permettant d'aider les personnes trans les plus vulnérables, comme les populations migrantes et en situation de prostitution.

## Activités

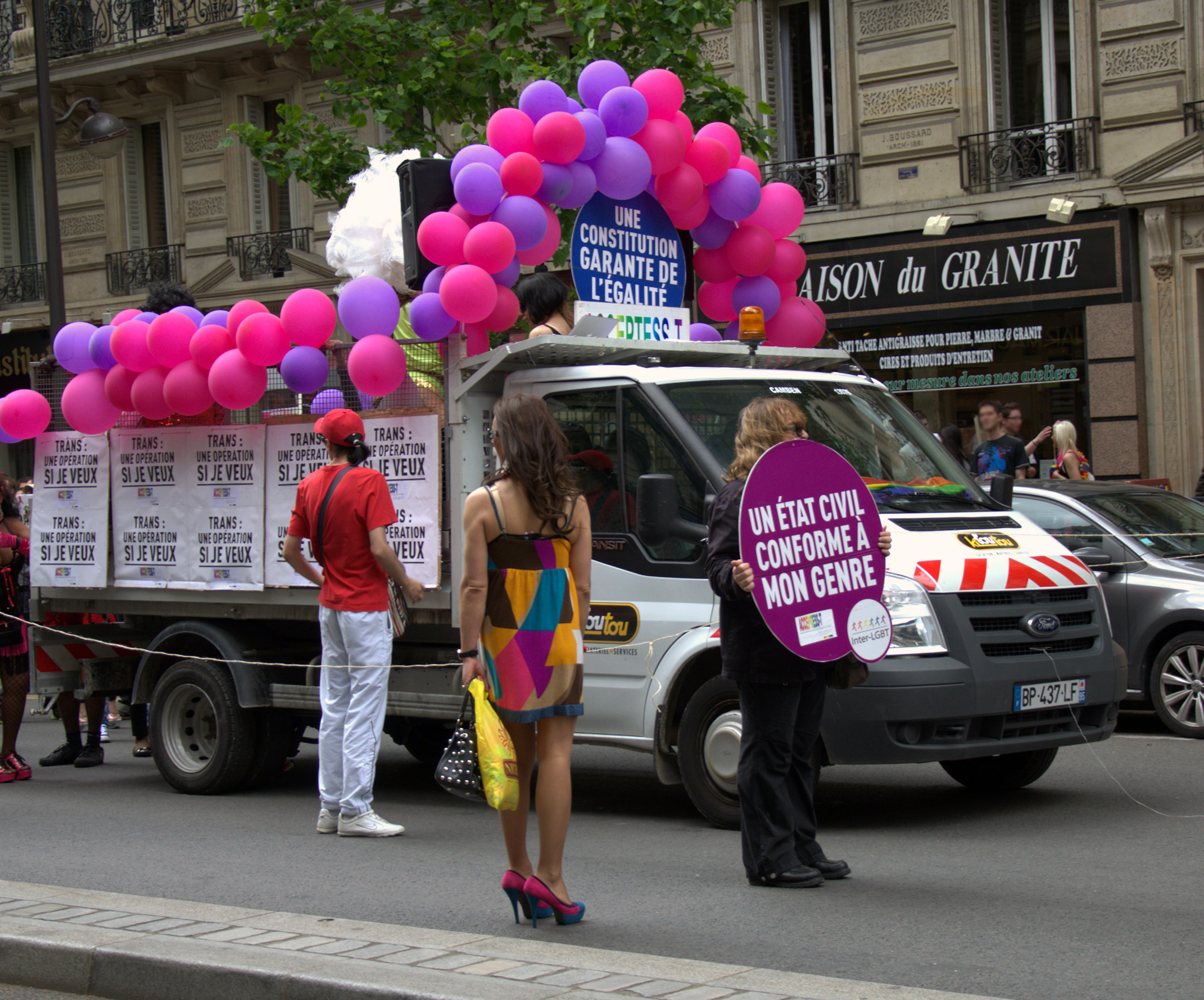
Acceptes-T à la marche des fiertés de Paris en 2013.

### Objectifs
L’association vise à lutter contre toutes les formes d’exclusion et de discrimination (mauvais traitements, violence et maltraitance) liées à l’identité de genre et à leur expression, et à l’encontre des personnes transgenres.
L'objectif était de créer un lieu d'accueil, d'information et de services pour favoriser la reconnaissance des personnes transgenres dans la société, et, à une plus grande échelle, les droits de l'homme et des libertés fondamentales pour tous.
Le travail de l’association s’étend à la prévention des maladies sexuellement transmissibles (VIH et hépatites), notamment par l’organisation d’ateliers d’information ou de séances de formation, avec ou sans l’aide d’autres institutions ou associations.
De plus, l'association s'engage à faciliter l'accès au système social et de santé en cas de prostitution, acceptée ou non, à promouvoir l'accès à l'information, à la formation, à l'emploi, aux services publics et à la culture[réf. nécessaire].
Acceptess-T promeut aussi les activités sportives, afin de préserver la santé et l'estime de soi des personnes transgenres, notamment par le biais du Paris TSG (Groupe sportif transgenre parisien). L'association dénonce l'organisation des Gay Games 2018. 

### Actions
Chaque lettre du nom de l'association correspond à un mot qui définit son action, à savoir : « Actions Concrètes Conciliant Éducation, Prévention, Travail, Égalité, Santé, Sports pour les personnes Trans »,.

#### Prévention

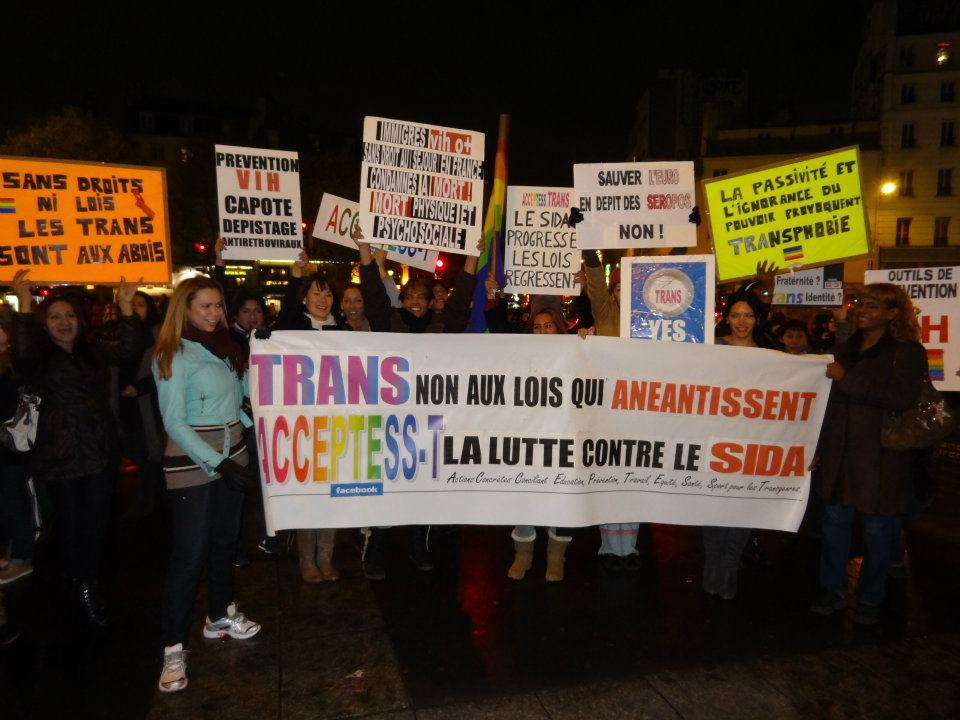
Non aux lois qui anéantissent la lutte contre le SIDA. Acceptess-T à la Journée mondiale de lutte contre le sida à Paris en 2011.

Des activités d'information et de sensibilisation sont proposées sur les problèmes de santé sexuelle et de santé mondiale : accès aux soins, bien-être et comportements préventifs. Une distribution quotidienne de préservatifs, de gel et d'outils de protection sont mis à disposition par l'association.
L'action clé consiste à promouvoir divers types de dépistage, en particulier pour le VIH et les maladies sexuellement transmissibles, et par le biais du test de diagnostic rapide chaque mois sur leur lieu de résidence. 

#### Soutien social
Le travailleur social de l'association, avec l'aide d'autres travailleurs sociaux (intermédiaires culturels, travailleurs de la santé et bénévoles), assure un suivi professionnel aux bénéficiaires afin de les orienter vers les services les plus appropriés pour ouvrir les droits, et pour leur permettre d'identifier des projets de vie alternatifs au travail du sexe,[source insuffisante].
Pendant la pandémie de Covid-19, l'association a mis en place un fonds d'aide aux personnes trans (FAST) dans le besoin, et des distributions de denrées alimentaires et de kits médicaux. Elle s'inquiète aussi du danger que créent pour les personnes trans les vérifications d'identité associées au contrôle de passe sanitaire.

#### Soutien juridique
Après le meurtre de Vanesa Campos au bois de Boulogne, l'association a créé un service juridique avec des avocats qui aident les travailleurs du sexe (TDS) qui sont victimes de violences à porter plainte. L’association a aussi mis à disposition des TDS qui subissent des violences et sont suivis par Acceptess-T une ligne téléphonique qui permet de les accompagner dès le moment de l’agression, et dans toutes les étapes : le soin, la recherche d’avocat puis le suivi de l’affaire jusqu’au procès évenguellement.

#### Santé
Acceptess-T offre un soutien psychologique pour les femmes vivant avec des femmes transgenres atteintes du VIH ou d'autres maladies (VHB, VHC, tuberculose, IST) qui souffrent de problèmes psychologiques, par le biais de conseils sur la vie affective et sexuelle pour les couples infectés par le VIH,[source détournée].

#### Sensibilisation
Acceptess-T participe régulièrement à des écoles de travail social, accueille régulièrement des étudiants locaux, et organise de nombreux événements pour lutter contre le VIH, et pour défendre les droits des transgenres et des travailleurs du sexe. En outre, les membres de l'association ont été invités à des réunions avec des équipes hospitalières et de médecine sociale (un accord a été signé avec l'hôpital Bichat-Claude-Bernard en 2013).

#### Soutien aux personnes trans incarcérées
L'association intervient à la maison d'arrêt de Fleury-Mérogis,, pour maintenir les liens avec les personnes transgenres en détention, notamment par le biais d'échanges réguliers de messages et de communications téléphoniques. L'association dénonce les conditions d'enfermement des personnes trans. 
Elle aide les détenues, également, à mettre en place des projets pour préparer leur propre conversion, en coopération avec les services pénitentiaires d'insertion et de probation (SPIP) et les travailleurs sociaux de l'administration pénitentiaire,,.

#### Activités physiques et sportives
Depuis sa création Acceptess-T œuvre pour la promotion de l’activité physique adaptée comme outil de lutte contre les discriminations en réaffirmant la dimension interculturelle de celle-ci.. C'est ainsi qu'est né, en juin 2014, le Paris TSG (Groupe sportif transgenre parisien), qui a permis de promouvoir la formation d’une équipe de volley-ball[réf. nécessaire], mais aussi d’inscrire des activités comme la natation.
Le projet "SporTrans Citoyenneté" de l'association est récompensé par le prix du Jury des initiatives contre l'homophobie et la transphobie en 2015,.

## Documents
- « - Acceptess-T, association venant en aide aux transsexuels migrants » [audio], sur RFI, 30 avril 2014 (consulté le 19 janvier 2022)
- « Diane Leriche – série de podcasts à écouter » [audio], sur France Culture (consulté le 19 janvier 2022) (Diane Leriche est secrétaire et porte-parole d'Acceptess-T).